# Сильвестр Косов
Митрополи́т Сильве́стр (в миру Стефа́н Ада́мович Ко́сов, также Ко́ссов; ок. 1607, имение Жаробичи, Витебское воеводство, Речь Посполитая — 13 (23) апреля 1657, Киев) — православный епископ, богослов, педагог, духовный писатель Речи Посполитой. Глава Киевской митрополии, Митрополит Киевский, Галицкий и всея Руси, экзарх Константинопольского престола.

## Биография
Родился ок. 1607 года в Витебском воеводстве, в наследственном имении Жаробичи (Жеребичи), ныне деревня Слобода Шумилинского района Витебской области, Белоруссия). Родился в православной шляхетской семье герба Корчак. Отец его — Адам Коссов — занимал должность витебского городского писаря.
Окончил школу в Вильно (ныне Вильнюс, Литва),где среди его учителей были преподобный Леонтий Карпович, а также Мелетий Смотрицкий, затем учился в иезуитской коллегии в Люблине (упом. в 1622) и в Замойской академии (в альбоме студентов класса философии Замойской академии записан в 1628/1829 учебный год). По предположению 3. И. Хижняк, Косов принял постриг в Вильно после завершения образования в 1629 или 1630 года, преподавал в виленской, потом во Львовской братских школах.
15 июня 1631 года датируется документ, данный во Львове настоятелем Киево-Печерского монастыря архимандритом Петром (Могилой), о будущей работе Сильвестра в школе, основанной Петром (Могилой) в Киеве. Вместе с киево-печерским архимандритом Сильвестр приехал из Львова в Киев. В киевской лаврской школе Сильвестр являлся префектом, после объединения лаврской и братской школ в Киево-Могилянскую коллегию исполнял в коллегии должность префекта (1632—1635), преподавал риторику и философию, являлся профессором, (ведение этих курсов входило в обязанности), в 1632 году записался в реестре Киевского братства. В своей работе преподаватели Киево-Могилянской коллегии столкнулись с трудностями, о чём Сильвестр рассказал в сочинении «Толкование, или Апология школ киевских и винницких, в которых обучаются иноки греческой веры» (Exegesis. 1635); «Апология…» была написана Сильвестром после 3 лет преподавательской работы в этих школах. Когда в коллегии начали обучать латинскому языку, из-за клеветы униатов, преподавателей обвинили в том, что они якобы неправославные; учителя опасались, что «вот-вот начнут нами начинять желудки днепровских осетров». Трудности были скоро преодолены, и православная молодежь стала охотно поступать в коллегию.
Наряду с преподавательской деятельностью Сильвестр выполнял важные задания Петра (Могилы). По поручению последнего была начата работа по созданию новой редакции Киево-Печерского патерика. В подготовленном Сильвестром Патерике составитель использовал соответствующие древнерусские источники (летописи и памятники агиографии), ряд важных текстов был написан составителем. Подготовленный текст был напечатан в Киево-Печерской типографии в 1635 г. с посвящением лидеру православной шляхты в Речи Посполитой А. Г. Киселю.
В 1635 году избран епископом Могилёвским, Мстиславским и Оршанским. Конфликтовал с полоцким и витебским униатским архиепископом Антонием Селявой.
После смерти святителя Петра Могилы избран на Киевский митрополичий престол (1647). Будучи человеком даровитым, Косов активно противодействовал униатскому влиянию, в то же время обращался к царю Алексею Михайловичу с просьбой сохранить прежнюю юрисдикцию Киевской митрополии и независимость от патриарха Никона и Московской патриархии. В 1649 г. митрополит Сильвестр благословил и направил в Москву западнорусских богословов во главе с Епифанием Славинецким для развития научно-богословской деятельности в Московском государстве.
Принципиальный противник Брестской унии 1596, Косов добивался возврата православных храмов отнятых униатами в Речи Посполитой. Выступал против закрытия в 1634 году православных школ.  Когда гетман Богдан Хмельницкий в декабре 1648 г. торжественно вступил в древний Киев, — Сильвестр Косов приветствовал его.
Умер Митрополит Сильвестр в Киеве, в 1657 году. В 1658 г. была составлена и поднесена преемнику Сильвестра на митрополичьей кафедре Дионисию (Балабану-Тукальскому) книга «Столп цнот митрополита киевского Сильвестра Коссова», содержащая описание и восхваление «цнот» (добродетелей) почившего митрополита.

## Сочинения
Митрополит Сильвестр — автор «Апологии школам киевским» (Elegesis, изд. лаврское, 1635), где выяснятся отличие православия от протестантских учений и оправдывается необходимость тех наук, которыми занимались в Киевской коллегии.
В 1635 году издал на польском языке «Патерик Печерский», с целью подтвердить святость православия и украинской народной традиции рассказами о чудесах православных святых. «Славянский Патерик» (изд. в Киеве, в 1661) изготавливался по мысли и, должно быть, по указаниям митрополита, но до издания его митрополит не дожил, систематизировал «первой в нашем Отечестве философская система, читанная Сильвестром Косовым» .  
Другие сочинения митрополита Сильвестра: «О седьми сакраментах» (первое кутеинское издание 1637), «Дидаскалия» (1653), «Краткое поучение о седьми сакраментах или Тайнах церковных, с приложением нужнейших вещей, иереем ведати благопотребных» (Чернигов 1716).